# Nagoya-Protokoll
Das Nagoya-Protokoll (englisch Nagoya Protocol on Access to Genetic Resources and the Fair and Equitable Sharing of Benefits Arising from Their Utilization) ist ein am 29. Oktober 2010 in Nagoya auf der 10. Vertragsstaatenkonferenz der UN-Biodiversitätskonvention beschlossenes internationales Umweltabkommen zur Umsetzung der Ziele der UN-Konvention über biologische Vielfalt (CBD) von 1993 („Aichi-Ziele“). Nachdem 50 Staaten und die EU am 14. Juli 2014 das Protokoll ratifiziert hatten, trat es 90 Tage später am 12. Oktober 2014 in Kraft.

## Inhalt
Das Nagoya-Protokoll kreiert einen völkerrechtlichen Rahmen für den Zugang zu genetischen Ressourcen und gerechten Vorteilsausgleich. Auf der Basis gegenseitiger Zustimmung soll ein Ausgleich zwischen den unterschiedlichen Interessen der Ursprungsländer genetischer Ressourcen und derjenigen Länder erfolgen, in denen die genetischen Ressourcen genutzt werden. Vor allem die von Entwicklungsländern angeprangerte Biopiraterie soll so eingedämmt werden.
Schwellen- und Entwicklungsländer hatten lange für eine völkerrechtlich verbindliche Lösung des Vorteilsausgleichs geworben. Besonders Brasilien war einer der Antreiber des Verhandlungsprozesses. Bis zur letzten Nacht der Biodiversitäts-Konferenz war nicht klar, ob das Nagoya-Protokoll wirklich verabschiedet werde. Ein erfolgreicher Abschluss der Verhandlungen gelang dank der energischen Führung des japanischen Umweltministers Ryū Matsumoto, der am letzten Verhandlungstag in seiner Autorität als Konferenzvorsitzender einen umfassenden Kompromissvorschlag zu allen noch offenen Vertragsbestimmungen vorlegte. Dieser Vorschlag wurde zunächst von allen anwesenden Ministern in geschlossener Sitzung politisch akzeptiert und später durch das Abschlussplenum der Vertragsstaatenkonferenz formell angenommen.

## Inkrafttreten

Ratifizierung des Nagoya-Protokolls (Nov. 2018):
Ratifiziert (Blau)
Unterzeichnet, noch nicht ratifiziert (Grün)
Kein Signatar, Fraktion der Biological Diversity Convention Party (Grau)
Kein Signatar, Fraktion der Non-Biological Diversity Convention Party (Hellgrau)Anmerkung: Die EU selbst ist auch Protokollunterzeichner.

Entsprechend Artikel 32 des Protokolls lag es vom 2. Februar 2011 bis 1. Februar 2012 zur Unterzeichnung bei den Vereinten Nationen in New York aus, konnte auch nach Ablauf dieser Frist unterzeichnet werden. Das Protokoll trat am 12. Oktober 2014 in Kraft, an dem 90. Tag nach der Hinterlegung der 50. Ratifikationsurkunde bei den Vereinten Nationen. Das Europäische Parlament beschloss mit der Verordnung (EU) Nr. 511/2014 die Umsetzung des Nagoya-Protokolls in europäisches Recht. Im Januar 2021 erschien informativ ein rechtlich nicht bindender Leitfaden zum Anwendungsbereich und den Kernverpflichtungen, die sich aus dieser Verordnung ergeben. Der German Nagoya Protocol HuB in Braunschweig berät Nutzer genetischer Ressourcen zu den Regularien.